# Avigliano Umbro
Avigliano Umbro è un comune italiano di 2 318 abitanti della provincia di Terni in Umbria.

## Storia
È un comune giovane creato nel 1975 dopo essersi separato da Montecastrilli.
L'abitato sorge sul colle di San Rocco e, in base al caratteristico reticolo delle vie, probabilmente è nato da un accampamento dell'esercito romano. Il luogo però fu abitato fin dall'antichità. Infatti il territorio era attraversato dall'Antica via Amerina e pertanto costituiva un importante nodo stradale e ne sono testimonianza un'iscrizione in caratteri osco-umbri, ritrovata in località Le Coste - I Trocchi e numerose grotti artificiali scavate nella stessa zona. Il sorgere dell'insediamento fu favorito anche dalla fertilità del suolo (olivi e viti) e dalla ricchezza del manto boschivo. Il nome, molto probabilmente, deriva dalla Gens Avil(l)ia e a testimonianza ci sono delle iscrizioni citate dall'Alvi. Quando l'intera penisola italiana subì l'invasione dei Longobardi, Avigliano rimase in mano ai Romano-Bizantini, perché il suo territorio era parte integrante di quello stretto lembo di terra tra il Ducato di Spoleto ed il Ducato della Tuscia, chiamato "Corridoio Bizantino". Questo costituiva l'unico percorso che permetteva, in quel periodo, il collegamento tra Roma, Ravenna e quindi il nord Italia e il nord Europa. Le prime notizie storiche scritte, risalgono al 1074 e si riferiscono ad un documento del vescovo di Todi (tale Gorodolfo o Rodolfo) che consacrò l'altare maggiore della chiesa di Santa Maria in Foris, situata fuori dalle mura castellane. Successivamente Avigliano fece parte dei territori dati in feudo all'Abbazia di Farfa dagli imperatori tedeschi e da alcuni documenti del Regesto dell'Abbazia, datati 1112, risulta "sito nel Comune di Todi". A causa del suo desiderio di autonomia, nel 1237 Avigliano venne distrutto dal potente esercito todino, che uccise anche gran parte dei suoi abitanti. Solo due secoli più tardi la città tuderte fu costretta dal papa a ricostruire le mura perimetrali. La posizione strategica del castello era molto importante, perché si trovava a metà strada tra Amelia e Todi e per evitare altre ribellioni, nel 1294 la città di Todi, togliendo ad Avigliano parte del suo territorio, costruì nelle vicinanze un suo castello (Castel dell'Aquila), dove acquartierò le sue milizie, per controllare sia l'importante via di transito, che la riottosa Avigliano. Il percorso dell'Antica via Amerina, che transitando per la Mestaiola di Civitella Mogliemala giungeva fino a Todi, è ancora oggi percorribile a piedi ma, dal XIX secolo, è stato sostituito dalla Sismanese - che, partendo da Avigliano e transitando per Dunarobba e Sismano, giunge fino a Todi all'altezza di Porta Amerina.
A causa delle mura distrutte dai Todini, Avigliano subì numerosi saccheggi e angherie da vari eserciti di passaggio, tra cui quello del capitano di ventura Giovanni Acuto (questi al servizio del cardinale Albornoz, nel 1366, attraversò il territorio cercando di riportare sotto l'egida della Chiesa i castelli). I guai per Avigliano continuarono anche nel periodo delle lotte tra le fazioni dei ghibellini e dei guelfi sostenuti, rispettivamente, dagli Atti che dominavano sulla vicina Sismano e dai Chiaravalle, signori di Canale.
Il toponimo deriva, come già detto, molto probabilmente dalla Gens Avil(l)ia. Altri studiosi lo collegano invece al termine "avellana" (nocciolo) o ad avis (uccello), ma non ci sono elementi che possono confermare tale ipotesi.
Il borgo è stato completamente ristrutturato. 
Nelle vicinanze del centro storico vi è una moderna torre merlata, adibita a serbatoio idrico abbellita da un orologio (1948), che ne caratterizza il profilo. 
Del periodo medioevale resta un torrione cilindrico aperto da graziose finestre, e brevi lacerti della cinta difensiva. 
Sul versante, molto panoramico, che guarda Terni, si apre Porta Vecchia decorata da una raffigurazione simbolica: un'aquila (Todi) che tiene sotto le proprie ali protettrici due aquilotti (Amelia e Terni).

### Simboli
Lo stemma e il gonfalone sono stati concessi con decreto del presidente della Repubblica del 28 ottobre 1982.
Il gonfalone è un drappo partito di rosso e di verde.

## Monumenti e luoghi d'interesse
Il teatro venne costruito dalla popolazione negli anni '20 ed inaugurato nel 1928 per mettere in scena opere della Filodrammatica e concerti della S.F.A.U. (Società Filarmonica Avigliano Umbro) e, da allora, ha sempre ospitato spettacoli, rappresentazioni teatrali ed anche convegni. 
La facciata è in stile Liberty.
La chiesa della Santissima Trinità venne costruita nella prima metà del XVII secolo "con il sudore e il sangue degli aviglianesi" (come ricorda un'iscrizione all'interno del fabbricato) e le risorse delle sue numerose Confraternite. Dal 1638 al 1648 la direzione dei lavori fu affidata al Cavalier Settimio Vici, che contemporaneamente fece costruire il suo palazzo nelle adiacenze. L'interno fu interamente affrescato da Bartolomeo Barbiani da Montepulciano. Nel 1948, a causa di un insensato, quanto devastante intervento, le pitture furono ricoperte da imbiancatura e alcune addirittura distrutte. Solo recentemente, su iniziativa del parroco don Piero Grassi, sono iniziati i lavori di recupero. All'interno dell'edificio si possono ammirare anche alcune tele: la Madonna del Rosario tra san Giovanni evangelista, san Domenico, santa Caterina e santa Cecilia di Andrea Polinori, una Conversione di san Paolo del 1640; una Madonna tra i santi Antonio da Padova e Barbara (di ignoto autore del XVII sec.) da alcuni attribuita al Polinori, del quale è anche un San Lorenzo. Una tela con la Deposizione, di autore non identificato, databile alla fine del Cinquecento, è forse una derivazione di un modello romano. Tra il corredo della chiesa parrocchiale vi è anche una Croce in argento e smalto del '300.
Alla periferia di Avigliano sono due chiese romaniche: Sant'Egidio e Sant'Angelo al cui interno si ammira una Madonna tra i santi Antonio abate e Bernardino del XV secolo. Nella chiesa della Madonna delle Grazie, edificio di modeste dimensioni e di semplice architettura, si trova una Madonna col Bambino attribuita a Pier Matteo D'Amelia.
Avigliano Umbro in epoca medievale faceva parte del plebato di Santa Vittorina, la cui chiesa romanica dell'XI secolo si trova nelle vicinanze di Dunarobba. Il Plebato o Pievania era la giurisdizione religiosa e amministrativa esercitata da una pieve e dal suo arcipresbitero sul territorio circostante e sulle altre chiese.
Il Santo protettore è Sant'Egidio ateniese. La festa si celebra il 1º settembre. È stato identificato con l'abate che visse probabilmente tra il VII e l'VIII secolo, fondando in Francia, presso Nîmes, un'abbazia benedettina da cui derivò poi il St. Giles (traduzione francese di Egidio). Fu tra i santi ausiliatori in quanto considerato protettore della febbre e della pazzia.
I Murales: Dal 2016 il centro storico di Avigliano Umbro si è arricchito di alcuni murales realizzati da artisti provenienti da tutta Italia e rappresentanti vecchi mestieri e antiche botteghe artigiane che animavano il centro fino agli anni '80. Il progetto di realizzazione dei Murales è curato dall'Associazione Avigliano Variopinto che procede regolarmente ad aggiungerne dei nuovi.

### Sismano
L'antico toponimo fu quello di "Susmano" e anche "Sosmano" e "Submano", forse derivato dalla gens Sisimia.
Nel Medioevo fu un castello fortificato di una certa importanza: appartenne agli Arnolfi e agli Atti di Todi. Nel 1254, in seguito alla guerra che coinvolse Todi e le città coalizzate di Perugia, Orvieto, Spoleto e Narni, fu fatto oggetto di devastazioni tali che ne limitarono l'importanza. fu poi sotto gli Anguillara e, nel 1462, sotto Matteo di Chiaravalle, signore della Rocca di Canale. successivamente passò allo Stato pontificio e, infine, nel 1607, ai principi Corsini, alla cui famiglia tuttora appartiene insieme al Castello di Casigliano.
Il Castello di Sismano imponente e severo, sviluppa ben cinque piani di altezza. La struttura è movimentata da due grosse torri angolari cilindriche. Due porte sormontate da stemmi gentilizi - una di esse ha anche un interessante orologio settecentesco - danno accesso al borgo, di modeste dimensioni ma rilevante impatto visivo. Esso è tutt'uno con il castello: una strada segue, con andamento ellittico, il perimetro della fortezza; le case, di chiara impronta medioevale, si distribuiscono lungo il perimetro delle mura.
All'interno della chiesa di Sant'Andrea Corsini vi è un affresco raffigurante la Madonna col Bambino tra i Santi Atanasio e Andrea Corsini e la Madonna del Rosario tra i santi Domenico e Caterina di Palminius Alvi (1630).
Fuori le mura del paese, di fronte alla porta di accesso, è la chiesa della Madonna delle Grazie.
Notevoli spunti naturalistici offre la valle dell'Arnata ove si trova Le Molinelle, località che deve il suo nome alla presenza di un molino ad acqua del 1600.
Civitella-Colle Casalini: il suo antico toponimo era Civitella Moglie Mala. Fu degli Atti di Todi e poi dei Corsini. Ne restano solo ruderi.

### Dunarobba
Il toponimo è da far risalire alla gens Dunnia. Secondo altri potrebbe essere una derivazione longobarda da “duna” e “preda", quindi "terra di preda".
Costituì uno dei feudi degli Arnolfi e, per questo, venne fortificato intorno all'XI secolo. Fu soggetto alle mire espansionistiche di Todi e di Narni subendo scorrerie e devastazioni, soprattutto negli anni che vanno dal 1282 al 1284. Del castello all'interno del paese nulla rimane. Il nucleo storico presenta un assetto urbano sostanzialmente regolare con strade – la principale è via dell'Arco – a maglie ortogonali.
La Fortezza: il castello si trova isolato in aperta campagna in prossimità del paese di Dunarobba. Il complesso, nel suo aspetto attuale, risale al XV-XVI secolo. Ha pianta quadrangolare movimentata da quattro torri angolari cilindriche. Sebbene abbia l'aspetto di un fortilizio, donde il nome, si tratta in realtà di un edificio agricolo fortificato le cui origini sembrano risalire al Medioevo. Presenta due ordini di cornici a beccatelli, una copertura a coppi: sul portale di ingresso si vede un piombatoio di 21 fuochi. Uno degli ingressi alla Fortezza è stato chiuso da un edificio settecentesco.
Pieve di Santa Vittorina: era una delle 19 pievi di Todi: in epoca medievale soprintendeva all'organizzazione ecclesiastica del territorio. Da essa dipendevano alcuni castelli tra cui quello di Avigliano Umbro e Montecastrilli. L'altare paleocristiano che un tempo si trovava nella chiesa custodiva, secondo una tradizione, le spoglie di santa Vittorina. Oggi sono visibili, anche se deteriorati, resti di affreschi e alcuni inserti di marmo. Pregevole il portale che si apre sulla facciata con tetto a capanna. All'edificio religioso era annesso un convento.
Ex miniera di Dunarobba. Aperta nel 1929, notizie si hanno a partire dal XVII secolo, sfruttò i giacimenti di lignite fino al 1952.

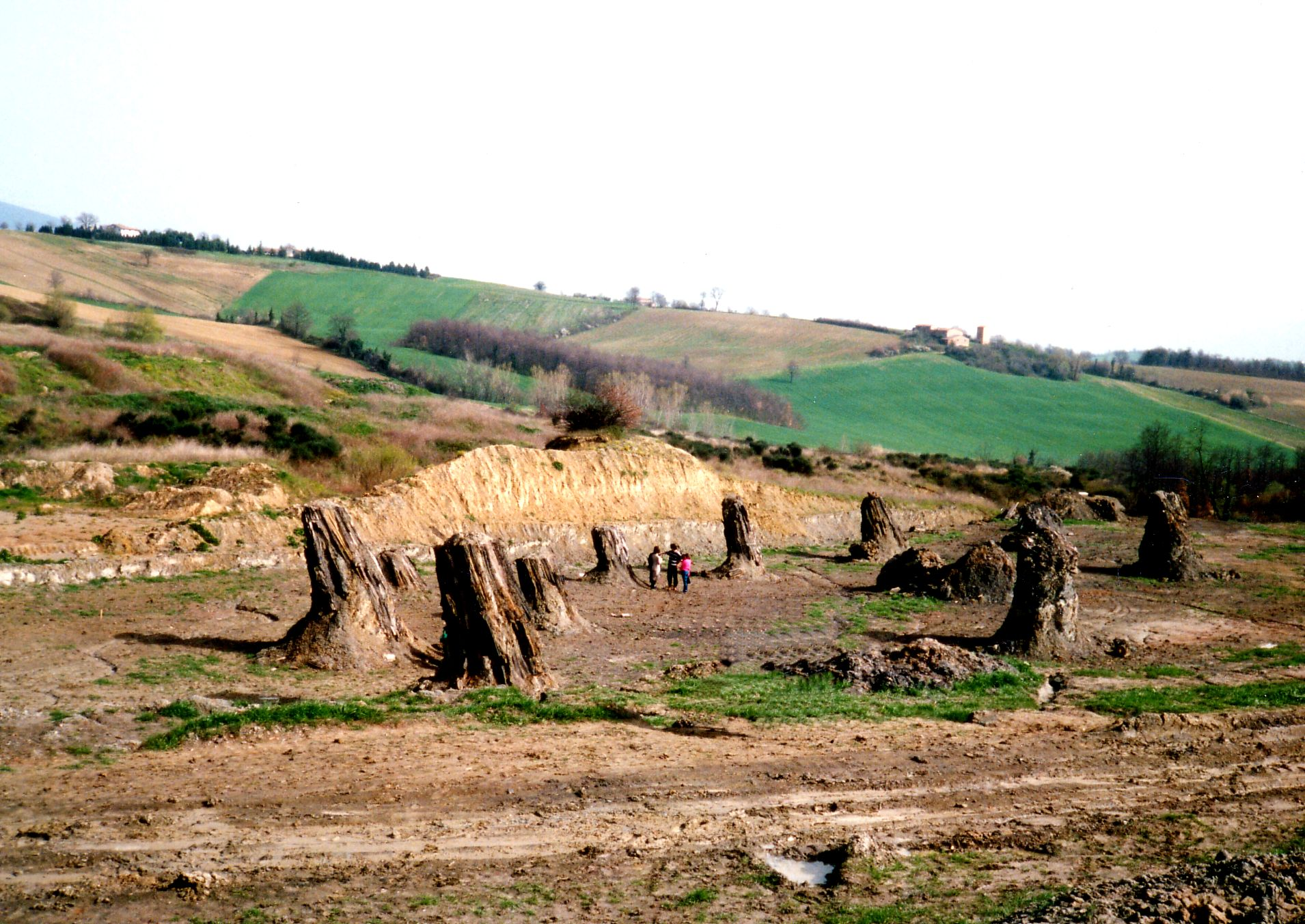
La foresta fossile di Dunarobba, nella seconda metà degli anni '80.

La fornace iniziò l'attività nel 1922, fu ampliata nel 1932, nel 1965 e nel 2002. La necessità di approvvigionamento della materia prima ha portato, del tutto casualmente, alla scoperta dei tronchi fossili di Dunarobba.
La foresta fossile di Dunarobba è venuta alla luce in località Casaccia, a poca distanza da Avigliano, tra il 1970 e il 1987, durante i lavori di scavo per ricavare l'argilla da utilizzare per la vicina fabbrica di laterizi. Le dimensioni dei tronchi raggiungono m 1,5 di diametro e anche m 8 di lunghezza. Si tratta di tronchi fossili il cui periodo di sepoltura e di vita delle piante risale al Pliocene medio-superiore (3.000.000-2.000.000 di anni fa), un interessante esempio del genere Taxodium (una specie estinta di Sequoia, il Taxodioxylon gypsaceum), cresciuti sulle sponde del lago Tiberino che attraversava gran parte dell'Umbria formando una specie di Y rovesciata a partire all'incirca da Città di Castello: uno dei rami, quello occidentale, occupava tutta la conca ternana e quindi anche l'area di Dunarobba. Questo territorio è caratterizzato da depositi sedimentari argillosi e sabbiosi.

### Santa Restituta
Il piccolo centro mantiene inalterato il fascino dei borghi antichi. Le case si allineano intorno a una strada gradinata che sale verso la parte alta del paese, un tempo occupata da un castello sorto con funzioni di difesa del corridoio bizantino e protagonista di diverse vicende storiche, tra cui la presenza nel 1495, del re di Francia Carlo VII, con 3000 francesi, che pose i suoi accampamenti sul posto, occupando anche Toscolano e chiedendo il riscatto a Todi. Un particolare urbanistico interessante è dato dal fatto che le stesse case, addossate le une alle altre e rafforzate da alcuni torrioni, fungono da cinta muraria. L'accesso al borgo è garantito da quattro porte. Il primitivo nucleo fortificato sorgeva più in alto, sul monte Pianello, dove ancora è possibile rintracciare alcuni resti.
Nella chiesa parrocchiale di Santa Restituta al suo interno si ammirano affreschi e una statua lignea detta della Madonna del Pero, opera del XV secolo.
Chiesa di San Michele: è la chiesa annessa al cimitero: ha semplice impostazione romanica.
Paragnano un tempo fu un potente borgo fortificato con Forte Cesare e Civitella. Attualmente è solo una casa colonica nei pressi di Santa Restituta.
Un'importante risorsa economica di Santa Restituta, come di Toscolano, è data dalle castagne, assai pregiate per la loro qualità.
Grotta Bella: la grotta è stata scoperta nel 1902, ma esplorata tra il 1971 e il 1973. Si apre sul fianco del monte Aiola: l'accesso è in parte coperto dalla vegetazione. Dalla apertura iniziale – misura circa 9 metri – si accede a un grande vano ricco di concrezioni stalattitiche e stalagmitiche. Da qui si diramano poi una serie di ambienti minori ove è possibile rilevare notevoli fenomeni carsici. Essi sono collegati da due cunicoli uno dei quali presenta una tale rete di intersecazioni che danno luogo a un vero e proprio labirinto. La grotta però si è rivelata una scoperta particolarmente interessante per la conoscenza della storia dell'uomo. Essa, oltre che per i suoi valori ambientali ha rilievo storico e archeologico poiché, nella cavità, sono stati rinvenuti materiali ceramici di diverse epoche che attestano la presenza di un insediamento già a partire dal Neolitico. Il ritrovamento di una stipe votiva dimostra inoltre che la grotta, a partire dal VI secolo a.C. e fino al I secolo a.C., era divenuta luogo di culto. Probabilmente, date le caratteristiche del sito, si trattava di divinità legate alle acque – le cavità naturali costituivano un legame diretto con il mondo sotterraneo – e agricolo-pastorali.
A partire dai primi anni del '700 le montagne del circondario particolarmente ricche di boschi che fornivano legno prezioso e abbondanza di castagne, vennero contese da Guardea: la disputa è stata risolta solo dopo due secoli a favore di Santa Restituta. Sul monte Pianicel Grande e sul monte Aiola, nella zona compresa tra i centri di Santa Restituta e Toscolano, prevalgono i castagneti – ma non mancano leccete e quercete – che sono parte fondamentale dell'economia di questi paesi sia per quanto riguarda la produzione di marroni che di legname. Largamente praticata è la caccia: quella alle palombe fu talmente redditizia da garantire, fino a tutto l'800 agli abitanti del luogo, la possibilità di pagare le tasse dell'enfiteusi.
Sui rilievi di Santa Restituta è stato rinvenuto un albero che conta molte centinaia di anni e che pertanto costituisce uno degli esemplari più antichi d'Europa. Si tratta di un acero comunemente chiamato "Acerone" per la sua mole.

### Toscolano
Il toponimo deriva dalla gens Toscola. Il borgo medievale si distribuisce alle pendici del monte Croce di Serra, in splendida posizione panoramica ed è immerso in folti boschi di castagni. Ha un impianto urbano circolare, racchiuso entro una solida cinta muraria con possenti torrioni che furono ristrutturati nel 1442. Le case, all'interno del borgo, si addossano alle mura seguendone l'andamento. Già sviluppato agli inizi del XIII secolo, il castello garantiva la difesa della zona di confine con le vicine Melezzole e Santa Restituta. Fece parte del territorio di Todi, come dimostra lo stemma che campeggia sopra una delle porte di accesso al castrum. Il sito originario della fortezza è individuabile nei ruderi di Toscolano Vecchia.
Chiesa di Sant'Apollinare: la costruzione risale al XVIII secolo. All'interno si ammirano: Crocifissione tra la Madonna e i santi Francesco, Carlo Borromeo e vescovo martire di Andrea Polinori (XVII secolo); Madonna del Rosario di Pietro Paolo Sensi da Todi (XVII secolo); Madonna col Bambino e Santi, non attribuita. In un messale conservato a Toscolano nella chiesa di Sant'Apollinare si può leggere la firma di Carlo VIII re di Francia, che occupò il castello nel 1495.
Chiesa della Santissima Annunziata. Edicola votiva di Toscolano. La cappella, antica edicola votiva, si trova alla periferia di Toscolano. È stata scoperta nel 1985. In essa, oltre a molti ex voto donati alla chiesa a seguito di una pestilenza, è visibile un grande affresco, una Maestà, da Federico Zeri attribuita a Piermatteo d'Amelia. Il cielo di Piermatteo d'Amelia (1481-83 ca.). Sull'arco della fronte è dipinta un'Annunciazione con l'Angelo a sinistra, la Madonna con libro aperto in mano a destra e, al centro in alto il Padre Eterno.
Edicola. Sulla parete di fondo si trova la Madonna in trono col Bambino, i santi Rocco e Sebastiano e gli Angeli con segni di ridipintura settecentesca. Tale immagine è speculare alla Madonna di Porchiano di Amelia e alla Madonna di Berlino, anch'esse di Piermatteo d'Amelia. Nella volta sono rappresentati i quattro Evangelisti. Al centro della volta è raffigurato il Padre Eterno benedicente. Ai lati, sulle pareti, si osservano resti di affreschi di otto Santi, tra cui San Francesco, Santa Caterina d'Alessandria, Santa Maria Maddalena, un Santo martire, Sant'Antonio abate e Santa Lucia.

## Società

### Evoluzione demografica
Abitanti censiti

### Tradizioni e folclore

#### Il Trionfo del Carnevale
La manifestazione si spalma per tutto il periodo del Carnevale, protagoniste dell'evento sono le maschere umbre della commedia dell'arte: Nasotorto, Nasoacciaccato, Chicchirichella e Rosalinda con spettacoli teatrali, e poi sfilate e balli in maschera in costumi carnascialeschi ispirati al '600. Il martedì grasso viene bruciato "Pippinaccio", un grosso pupazzo in cartapesta, intorno al quale si canta e si danza recitando una tiritera ispirata ai guai del momento del quale Pippinaccio viene accusato.

#### Expolabor
È una mostra mercato che presenta le diverse attività artigianali del territorio quali la lavorazione del ferro, del legno, della ceramica. Accanto ai mestieri tradizionali la rassegna ha affiancato l'esposizione di lavorazioni e tecnologie di recente acquisizione. La manifestazione si tiene ad agosto. La mostra mercato è affiancata da convegni di approfondimento e di informazione.

#### Festa della Musica
Si tiene tra settembre e dicembre di ogni anno con concerti di musica classica.

## Amministrazione
Fin dalla sua nascita nel 1975 il comune è stato senza soluzione di continuità in mano al centrosinistra e nello specifico a rappresentanti del Partito Socialista Italiano (che ne aveva voluto la scissione da Montecastrilli).
L'attuale amministrazione è retta da una coalizione di centrosinistra formata da PD e PSI.

### Elezioni amministrative 2016
Il 5 giugno 2016 si sono tenute le elezioni amministrative per il rinnovo del consiglio comunale.
È stato eletto sindaco Luciano Conti (centrosinistra) che con 779 voti totalizzati corrispondenti al 52% del totale, ha sconfitto il ventenne Daniele Marcelli (centrodestra) che tuttavia ottenendo 710 voti (48%) ha raggiunto un risultato storico per l'area di centrodestra ad Avigliano Umbro.
Daniele Marcelli risulta essere il più giovane candidato sindaco di tutta Italia alle elezioni amministrative 2016.

## Sport
La squadra di calcio è la Real Avigliano fondata nel 1972 che nella stagione 2024/2025 milita in Prima categoria. Nella stagione 2021/2022 dopo aver vinto ai calci di rigore la finale dei play off del campionato Prima Categoria, accede per la prima volta nella sua storia al campionato di Promozione con alla guida dopo 9 stagioni consecutive Massimo Carlone. 
La Real Avigliano dispone anche di un vivaio molto ampio nel Settore Giovanile contando oltre 100 tesserati nella stagione 2024/2025, con ben 6 squadre tra Piccoli Amici, Primi Calci, Pulcini, Esordienti e Under 16 regionale. Nel 2024 dopo quasi 20 anni riesce a riorganizzare una squadra Juniores che milita nel campionato regionale Umbro A2 guidata da Gianluca Vesseri. A giugno 2024 la Real Avigliano è stata riconosciuta dalla FIGC come club di Settore Giovanile e Scolastico di 1° livello, frutto dell'impegno dei tecnici e i dirigenti in questi anni di calcio giovanile.
A Febbraio 2025 nasce la squadra femminile di calcio a 5, da un'idea di alcune mamme dei ragazzi del settore giovanile ed alcune ragazze del territorio di Avigliano Umbro. In poche settimane la squadra riesce a raggiungere più di 15 unità raccogliendo giocatrici da tutto il territorio della Provincia di Terni, allenandosi sul campo sportivo di Sismano. 
Ogni anno a fine maggio la Real Avigliano organizza il memorial Andrea e Riccardo in ricordo di due giovani purtroppo scomparsi sulle strade Aviglianesi. Il torneo memorial ha durata tre settimane con molte squadre di settore giovanile del territorio che si sfidano in partite regolamentari a gironi. Dal 2024 si svolge il 4 giugno il memorial Luciano Papini in ricordo dello storico direttore sportivo ed ex calciatore della Real Avigliano scomparso dopo una grave malattia nel giugno del 2023, grande colonna portante del calcio Aviglianese è stato e sarà ancora un punto di riferimento per quanto riguarda il calcio dilettantistico umbro. È stato premiato da Gravina nel 2022 per i suoi 40 anni al servizio della LND Umbra.